# Robert Woodhouse
Robert Woodhouse (28 de abril de 1773 – 23 de diciembre de 1827) fue un matemático inglés.
Nacido en Norwich fue educado en el Caius College de la Universidad de Cambridge, de cuya sociedad fue miembro. Fue Profesor Lucasiano de matemática desde 1820, así como Profesor Plumiano de astronomía. Mantuvo dichos cargos hasta su muerte en 1827.

## Biografía
El primer trabajo de Woodhouse, titulado Principios de Cálculo Analítico, fue `publicado en Cambridge en 1803. En él explicaba la notación diferencial y defendía su uso; además de criticar los métodos usados por los autores continentales y su asunción de principios no evidentes. Esto fue seguido en 1809 por un tratado sobre trigonometría (plana y esférica) y en 1810 por un tratado sobre el cálculo de variaciones y problemas isoperimetrales. También escribió un tratado sobre astronomía con un primer volumen centrado en la astronomía práctica y descriptiva y editado en 1812 y un segundo volumen con un análisis de la astrofísica de Pierre Simon Laplace y otros autores continentales en 1818.
Un hombre como Woodhouse, escrupuloso y respetado, con una lógica cuidada y un ingenio cáustico, estaba llamado a introducir un nuevo sistema y el hecho es que cuando llamó la atención sobre el análisis continental expuso los problemas de algunos de los métodos usuales más como un competidor que un enemigo, sin partidismos y de forma honesta. Woodhouse no ejerció mucha influencia sobre sus contemporáneos y su movimiento podría haber muerto de no ser por la defensa de George Peacock, Charles Babbage y John Herschel, que fundaron la Sociedad Analítica con el objetivo de fomentar el uso en la universidad de métodos analíticos y notación diferencial.